# The First (série télévisée)
Pour les articles homonymes, voir First.
The First est une série télévisée américaine en huit épisodes de 45 minutes créée par Beau Willimon, co-produite par Jordan Tappis et mis en ligne le 14 septembre 2018 sur Hulu. Elle suit la première mission humaine vers la planète Mars.
En France, elle a été diffusée à partir du 9 octobre 2018 sur OCS Max, et en Suisse, à partir du 29 janvier 2021 sur RTS 2. Elle reste inédite dans les autres pays francophones.

## Synopsis
Dans un futur proche, l'Humanité voit les premiers pas de la colonisation de l'espace. Des astronautes participent donc à la première mission humaine sur Mars. Au sol, leurs familles et les équipes suivent cet exploit, aussi fou que dangereux. Parmi, eux, Tom Hagerty, est un éminent astronaute à la retraite. Laz Ingram est quant à elle l'une des têtes pensantes de la mission et une véritable visionnaire de l'aérospatiale.

## Distribution

### Personnages principaux
- Sean Penn (VF : Emmanuel Karsen) : Tom Hagerty (8 ép.)[3],[4]
- Natascha McElhone (VF : Danièle Douet) : Laz Ingram (8 ép.)[3],[4]
- Lisa Gay Hamilton (VF : Annie Milon) : Kayla Price [4]
- Hannah Ware (VF : Laura Blanc) : Sadie Hewitt  (8 ép.)[3],[4]
- Keiko Agena (VF : Olivia Luccioni) : Aiko Hakari (8 ép.)[3],[4]
- Rey Lucas (VF : Olivier Chauvel) : Matteo Vega (8 ép.)[3],[4]
- James Ransone (VF : Thomas Roditi) : Nick Fletcher [4]
- Anna Jacoby-Heron (VF : Léopoldine Serre) : Denise Hagerty (8 ép.)[3],[4]
- Brian Lee Franklin (VF : Damien Boisseau) : Lawrence  [4]
- Oded Fehr (VF : Jean-Philippe Puymartin) : Eitan Hafri [4]
- Annie Parisse (VF : Marie Diot) : Ellen Dawes [4]
- Norbert Leo Butz (VF : Julien Meunier) : Matthew Dawes [4]
- Melissa George (VF : Laurence Dourlens) : Diane Hagerty (2 ép.)[3],[4]
- Jeannie Berlin (VF : Jocelyne Darche) : La Présidente [4]

### Personnages secondaires
- D.W. Moffett (VF : Hervé Bellon) : Bob Cordine [4]
- John McConnell (VF : Bernard Métraux) : Sénateur Thibodeaux [4]
- T.C. Matherne (VF : Erwan Tostain) : Jason (6 ép.)[3],[4]
- Amber Patino (VF : Cindy Lemineur) : Amanda Ingram (3 ép.)[3],[4]
- Alex Rubin (VF : Enzo Ratsito) : Devon Ingram [4]
- Tracie Thoms (VF : Vanessa Van-Geneugden) : Nancy (4 ép.)[3],[4]
- Patrick Kennedy (VF : Stéphane Ronchewski) : Ollie Bennett [4]
- Scott Takeda (VF : Stéphane Marais) : Todd Hakari [4]
- Sharon Omi (VF : Yumi Fujimori) : Edith Hakari [4]
- Fernanda Andrade (VF : Anne Tilloy) : Camila Rodriguez [4]
- Marcus Lyle Brown (VF : Jean-Michel Vaubien) : Le Directeur (2 ép.)[3]
- Billy Slaughter (en) (VF : Didier Cherbuy) : Vista Lawyer (2 ép.)[3]
- Kofi Boakye (VF : Thibaut Belfodil) : Kwame Boateng (1 ép.)[3]
- Bill Camp (VF : Gabriel Le Doze) : Aaron Shultz (1 ép.)[3]
- Caroline Cole (VF : Aurore Saint-Martin) : Collégienne (1 ép.)[3]
- Franco Gonzalez (VF : Luis Castillo) : Mario Bastelica (1 ép.)[3]
- Julie Moss (VF : Blanche Ravalec) : Sénateur Mills (1 ép.)[3]
- Kurt Yue (VF : Didier Cherbuy) : Directeur de Rover (1 ép.)[3]

 Source et légende : version française (VF) sur RS Doublage , DSD-Doublage  et selon le carton de doublage télévisuel.

## Production
Le 18 janvier 2019, Hulu annule la série.

## Épisodes
1. Séparation (Séparation)
2. Nécessité fait loi (What’s Needed)
3. L'Heure du choix (Cycles)
4. Traces de vie (Where Life Is)
5. Portraits croisés (Two portraits)
6. Collisions (Collisions)
7. Le Choix (The Choice)
8. Si loin et pourtant si proche (Near and Far)